# Gladwyn Jebb
Hubert Miles Gladwyn Jebb, 1:e baron Gladwyn, född 25 april 1900 i Yorkshire, död 24 oktober 1996 i Suffolk, var en framstående brittisk ämbetsman, diplomat och politiker samt FN:s tillförordnade generalsekreterare i drygt tre månader.

## Biografi

### Tidigt liv och familj
Han var son till Sydney Jebb, från Firbeck Hall i Yorkshire. Jebb gick vid Sandroyd School och Eton College, innan han tog tog examen från Magdalen College i Oxford med utmärkande distinktionsbetyg i historia. Han gifte sig 1929 med Cynthia Noble, dotter till sir Saxton Noble, 3:e baronet. Tillsammans fick de tre barn, sonen Miles och döttrarna Vanessa; gift med historikern Hugh Thomas, och Stella; gift med vetenskapsmannen Joël de Rosnay. Den franska författaren Tatiana de Rosnay är Jebbs barnbarn.

### FN:s generalsekreterare
Efter andra världskriget tjänstgjorde han som chefssekreterare för FN:s förberedande kommission i augusti 1945 och utsågs till FN:s tillförordnade generalsekreterare i oktober 1945, fram tills februari 1946 då Trygve Lie valdes som första generalsekreterare. Jebb är den enda generalsekreterare som kommit från en av FN:s säkerhetsråds permanenta medlemsstater.

### Ambassadör
När Jebb återvände till London tjänstgjorde han som utrikesminister Ernest Bevins ställföreträdare vid Moskvakonferensen och representerade Storbritannien under Brysselfördraget som ambassadör. Han blev Storbritanniens ambassadör i FN mellan 1950−1954 och i Paris mellan 1954−1960.

## Utmärkelser
- Riddare med storkorset av Sankt Mikaels och Sankt Georgsorden (1954)
- Riddare med storkorset av Victoriaorden (1957)
- Kompanjon av Bathorden (1947)
- Storkorset av Hederslegionen (1957)

## Publikationer
Jebbs publikationer i urval:
- Is Tension Necessary? (1959)
- Peaceful Coexistence (1962)
- The European Idea (1966)
- Half-way to 1984 (1967)
- De Gaulle's Europe, or, Why the General says No (1969)
- Europe after de Gaulle (1970)
- The Memoirs of Lord Gladwyn (1972)